# Polske korridor
Den polske korridor var det polske område, der skilte den tyske eksklave Østpreussen fra den tyske provins Pommern.
Området tilhørte Polen, som havde genvundet sin suverænitet efter 1. verdenskrig som et resultat af Versaillestraktaten. "Korridoren" bestod af området af polsk Pommern langs floden Wisła og dannede Pommerske voivodskab, men undtaget fristaden Danzig.

## Eksterne link
- H.G. Wells om Polske korridor (WikiSource)

54°21′00″N 18°20′00″Ø / 54.35°N 18.333333333333°Ø